# كفر الفرايحة
قرية كفر الفرايحة هي إحدى القرى التابعة لمركز أولاد صقر في محافظة الشرقية في جمهورية مصر العربية. حسب إحصاءات سنة 2006، بلغ إجمالي السكان في كفر الفرايحة 13935 نسمة، منهم 7222 رجل و6713 امرأة.